# ارکوله ده روبرتی
ارکوله ده روبرتی (ایتالیایی: Ercole de' Roberti; ۱ ژانویهٔ ۱۴۵۰ – ۱ ژانویهٔ ۱۴۹۶) نقاش اهل ایتالیا بود.
این نقاش که در اوایل دوره رنسانس زندگی میکرده است بیشتر آثارش درباره انسان‌ها و موضوعات مذهبی بوده است.

## نگارخانه

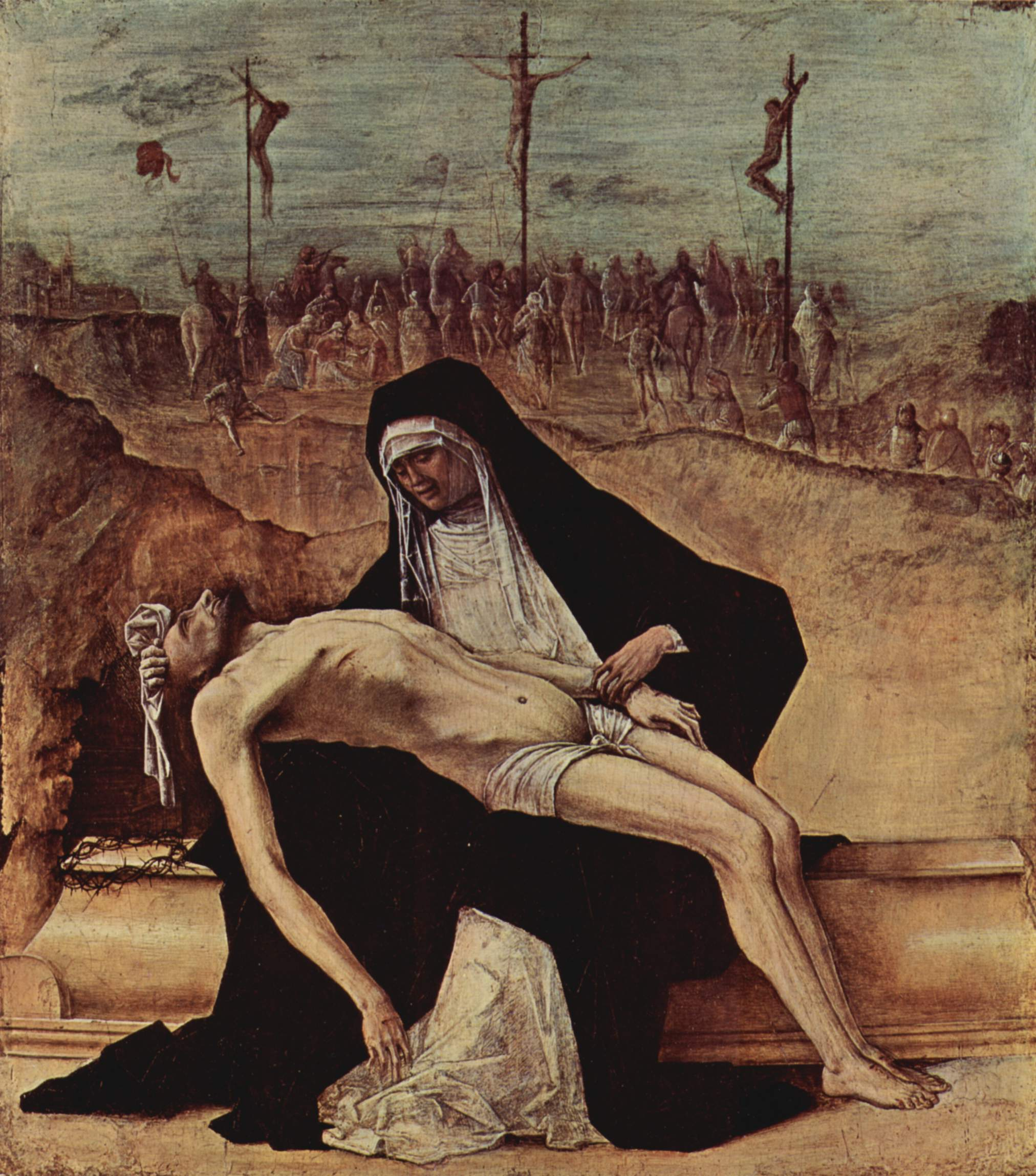
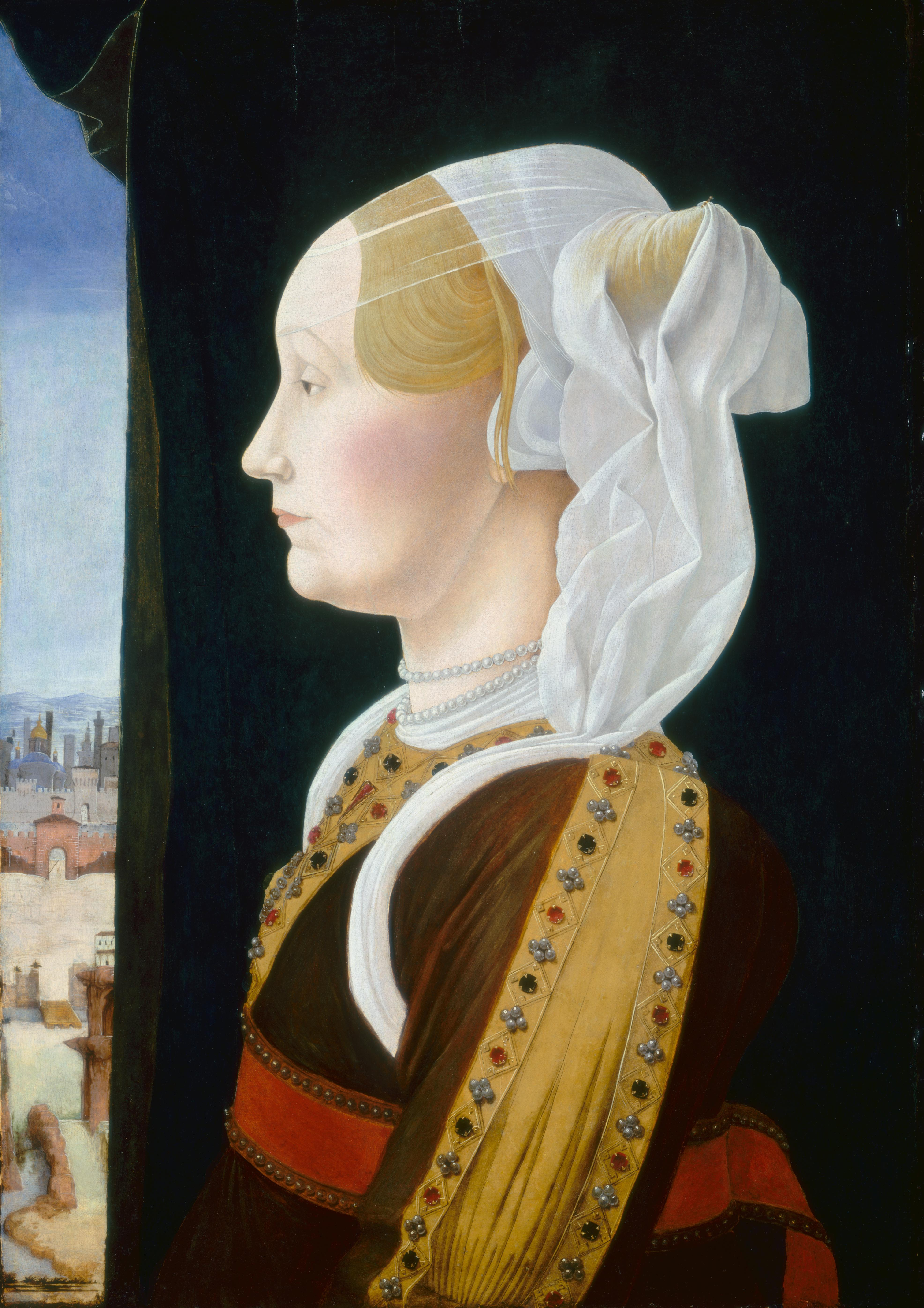
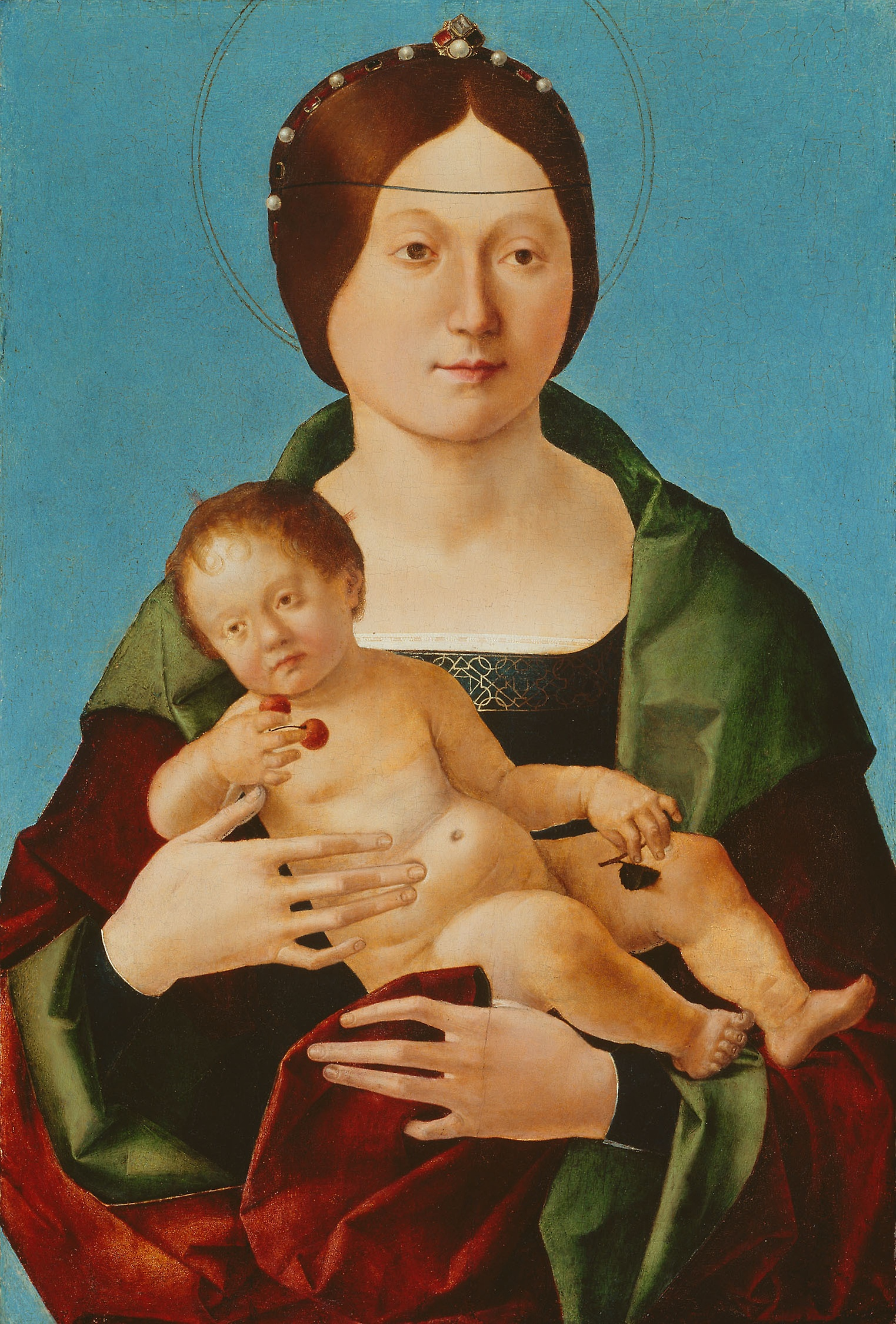
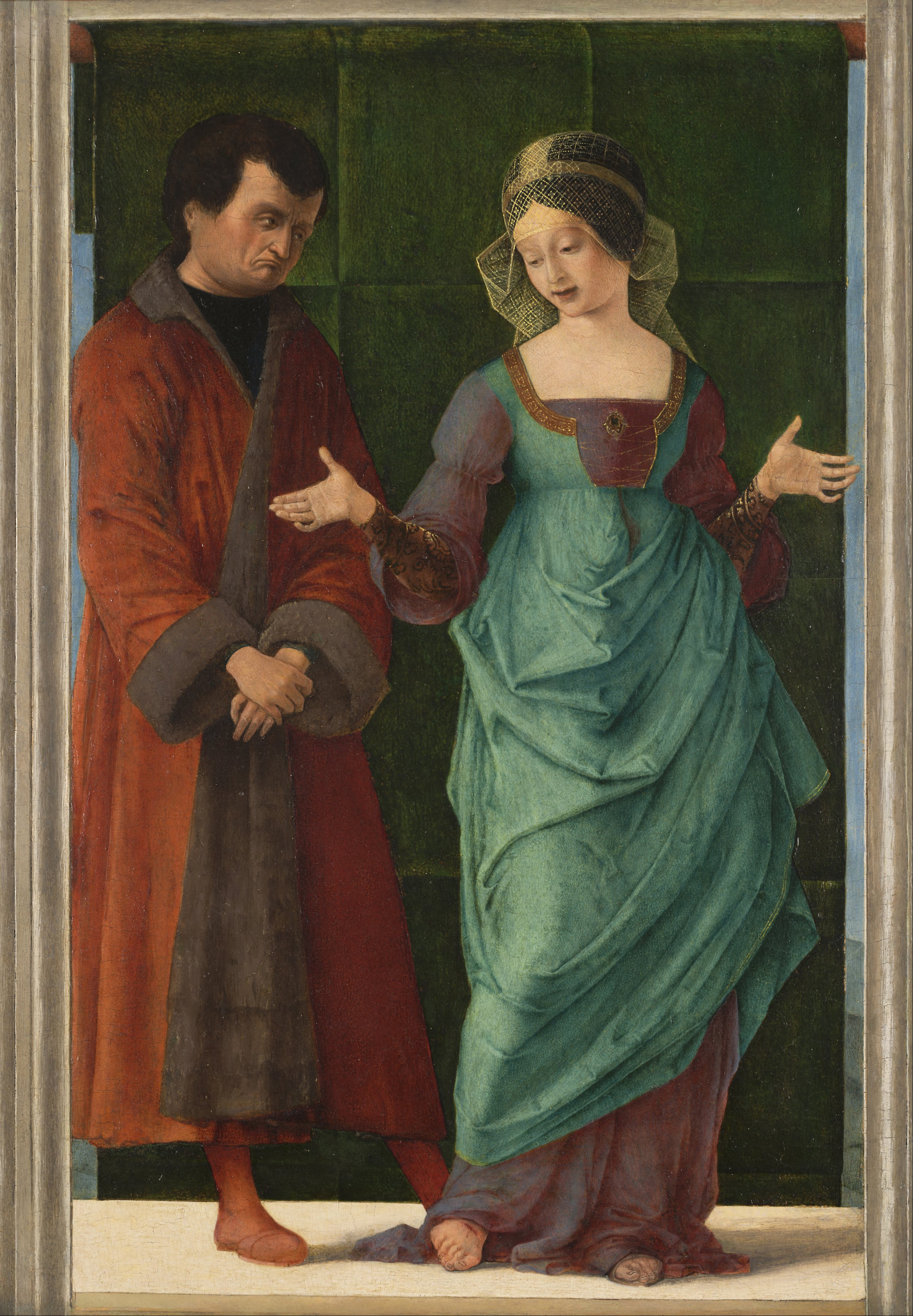
بروتوس و همسرش پورکیا